# Kiev Bombers
I Kiev Bombers sono stati una squadra di football americano di Kiev, in Ucraina. Nati come Gepards, nel 2000 hanno raggiunto la finale nazionale, risultando però sconfitti dai Donetsk Scythians; hanno assunto il nome Bombers nel 2001, per chiudere nel 2003.

## Dettaglio stagioni

### Tornei nazionali

#### Campionato

##### Campionato ucraino
| Stagione | regular season | regular season | regular season | regular season | regular season | regular season | playoff | playoff | playoff | playoff | playoff | playoff     | playoff           |
|          | Vin            | Par            | Per            | Tot            | PF             | PS             | Vin     | Per     | Tot     | PF      | PS      | risultato   | avversaria        |
| -------- | -------------- | -------------- | -------------- | -------------- | -------------- | -------------- | ------- | ------- | ------- | ------- | ------- | ----------- | ----------------- |
| 1999     | 4              | 0              | 4              | 8              | 103            | 99             | 1       | 0       | 1       | 28      | 21      | Terzo posto | Kiev Destroyers   |
| 2000     | 4              | 0              | 4              | 8              | 166            | 176            | 0       | 1       | 1       | 0       | 66      | Finalisti   | Donetsk Scythians |
| 2001     | 4              | 0              | 2              | 6              | 136            | 111            | -       | -       | -       | -       | -       | -           | -                 |
| Totale   | 12             | 0              | 10             | 22             | 405            | 386            | 1       | 1       | 2       | 28      | 87      |             |                   |

Fonti: Enciclopedia del Football - A cura di Roberto Mezzetti

### Riepilogo fasi finali disputate
| Anno            | Luogo | Evento     | Fase del torneo      | Incontro                         | Risultato |
| 1999            |       | Campionato | Finale 3º - 4º posto | Kiev Gepards - Kiev Destroyers   | 28 - 21   |
| 14 ottobre 2000 |       | Campionato | Finale               | Donetsk Scythians - Kiev Gepards | 66 - 0    |